# 물야면
물야면(物野面)은 대한민국 경상북도 봉화군의 면이다. 넓이는 109.26km2이고, 인구는 2022년 3월 3064명이다.

## 행정 구역
오록1리, 오록2리, 오록3리, 오록4리, 가평리, 개단리, 오전리, 압동리, 두문리, 수식리